# Joanna Arida
Joanna Arida (arabisch جوانا عريضة, DMG Ǧuwānā ʿArīḍa; * 26. Februar 1998 in Amman) ist eine jordanische Schauspielerin und Model. Bekanntheit erlangte sie durch ihre Rolle als Rania in der Netflix-Serie AlRawabi School for Girls.

## Karriere
Arida begann ihre Karriere als Model im Jahr 2015 und erlangte ab 2018 immer mehr Model-Jobs. Im Jahr 2021 erlangte sie internationale Bekanntheit durch ihre Rolle als Rania in der Netflix-Serie AlRawabi School for Girls, die in 190 Ländern verfügbar ist.
Arida studiert Architektur an der German-Jordanian University und spricht neben Arabisch und Englisch auch Deutsch.
In ihrer Freizeit spielt Arida Piano und zeichnet. Sie hat eine Schwester.

## Filmografie
- 2011: Al Juma Al Akheira
- 2018: Click (Fernsehserie, 1 Folge)
- seit 2021: AlRawabi School for Girls (Fernsehserie)